# Hoplomachie
Hoplomachie (en grec ancien ὁπλομαχία / hoplomakhía, littéralement « combat en armes » ou μονομαχία / monomakhía) est le nom donné par les Grecs anciens à l'escrime à l'arme lourde, par opposition aux combats à mains nues (lutte, pugilat et pancrace).
L’hoplomachie apparaît déjà chez Homère, qui représente un combat entre Diomède et Ajax le Grand. 
L'escrime est très prisée par les Grecs dès le Ve siècle av. J.-C. Platon met en scène dans le Lachès les frères Euthydème et Dyonosore, qu'il présente comme des maîtres d'armes très réputés. Il intègre d'ailleurs la discipline dans le programme éducatif de sa cité idéale. Au IVe siècle av. J.-C., ce type d'instructeur professionnel prend le nom d'hoplomaque (ὁπλομάχος / hoplomákhos) ; il est chargé d'apprendre les bases de l'escrime aux jeunes durant leur éphébie, équivalent du service militaire moderne.
L'hoplomachie fait partie du programme de certains jeux publics, notamment à Samos et aux Theseia d'Athènes.